# Andebu kyrka
Andebu kyrka är en kyrka i Sandefjords kommun i Vestfold fylke i Norge. Kyrkan har cirka 300 sittplatser.

## Kyrkobyggnaden
Den är en enskeppig stenkyrka från medeltiden, helgad åt jungfru Maria och Sankt Nikolaus. Kyrkan omnämns första gången i diplom från 1314. Kyrkan byggdes till viss del om på 1600-talet, då bland annat de nuvarande fönsteröppningarna togs ur. Interiören restaurerades 1933.

## Inventarier
Till kyrkoinventarierna hör en nattvardsbild från 1569 som tillskrivs den nederländska målaren Pieter Aertsen.
Altartavlan och predikstolen är i renässansstil från omkring år 1650.